# Boatman Cove
Die Boatman Cove (englisch für Bootsführerbucht) ist eine Bucht an der Nordküste Südgeorgiens im Südatlantik. Sie liegt 400 m östlich des Gulbrandsen Valley auf der Südseite der Lewin-Halbinsel. Die Bucht entstand infolge des Rückzugs des Neumayer-Gletschers.
Das UK Antarctic Place-Names Committee benannte sie 2020 in Erinnerung an die Entdeckung der Bucht im Februar 2017 durch einen Bootsführer der Forschungsstation am King Edward Point.